# 道森积分

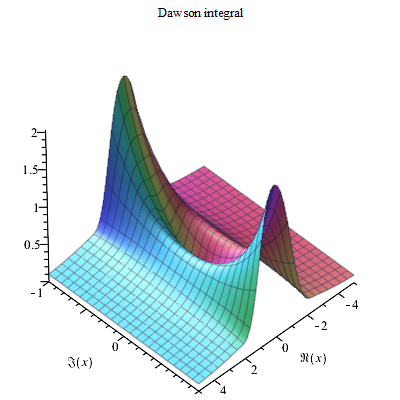
Dawson integral

道森积分（Dawson integral)由下式定义
{\displaystyle F(x)=e^{-x^{2}}\int _{0}^{x}e^{t^{2}}\,dt},

## 拐点
道森积分的拐点为
-.92413887300459176701
+.92413887300459176701

## 对称性

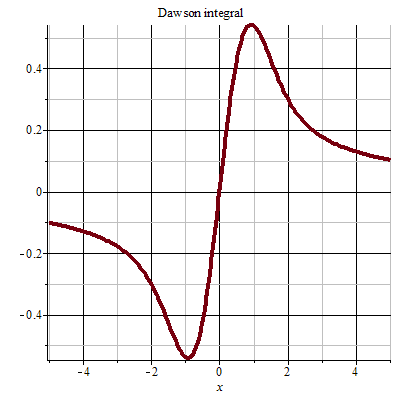
Anti symmetric Dawson Integral

道森积分是反对称函数
{\displaystyle F(-x)=-F(x)}

## 微商

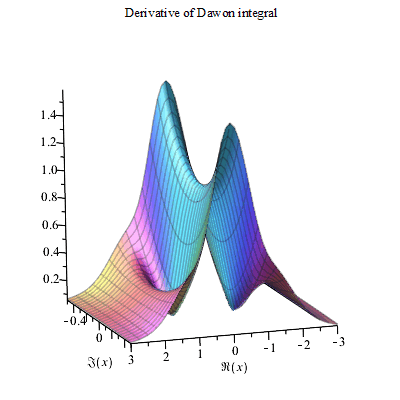
Derivative of Dawson Integral

道森积分的微商是
{\displaystyle {\frac {dF(x)}{dx}}=1-2*x*F(x)}

## 微分方程
{\displaystyle F'(y)=\int _{0}^{\infty }e^{-x^{2}}2x{\cos }(2xy)dx}
{\displaystyle F'(y)+2yF(y)=\int _{0}^{\infty }2e^{-x^{2}}[x{\cos }(2xy)+y{\sin }(2xy)]dx=-e^{-x^{2}}{\cos }(2xy)|_{0}^{\infty }=1}
而且显然{\displaystyle F(0)=0}, 
因此{\displaystyle F(y)}是微分方程
{\displaystyle f'(y)+2yf(y)=1}
在初始条件{\displaystyle f(0)=0}下的解，根据柯西-利普希茨定理解是唯一的.

## 其他表达式
{\displaystyle F\left(y\right)=\int _{0}^{y}{{e^{{t^{2}}-{y^{2}}}}{\text{d}}t}}
证明:
只要证明也满足它的微分方程即可
对{\displaystyle y}求导，根据积分符号内取微分有
{\displaystyle F'(y)={\frac {d}{dy}}e^{-y^{2}}\int _{0}^{y}e^{t^{2}}dt=-2ye^{-y^{2}}\int _{0}^{y}e^{t^{2}}dt+1}